# Funtanafrisca
Funtanafrisca è un album del cantautore Piero Marras, pubblicato nel 1987 come LP e musicassetta e nel 1995 in CD.
Si tratta del secondo album dell'artista cantato interamente in lingua sarda, con testi di Paolo Pillonca. Registrato e mixato in Sardegna da Piero Bravin, si avvale in tutti i brani della prestazione di musicisti sardi.
Contiene tra gli altri il brano Osposidda, che narra del conflitto a fuoco avvenuto tra Orgosolo e Oliena in località Osposidda il 19 gennaio 1985, tra quattro banditi e circa cinquecento tra poliziotti e carabinieri, che si tramutò in una vera e propria carneficina in cui morirono un poliziotto e quattro latitanti, e i corpi di questi ultimi vennero caricati sulle camionette e portati in trionfo a Nuoro come trofei di caccia.

## Musicisti
- Piero Marras - Voce, - Tastiera, - Vocoder, - Chitarra acustica e arrangiamenti
- Giampaolo Conchedda - Batteria
- Paolo Cocco - Basso
- Roberto Deidda - Chitarra
- Massimo Carboni - Sax
- Nico Cossu  - Tromba
- Giovanna Pisano  - Cori
- Cristina Alia  - Cori

Foto di copertina: Domenico Ruiu

## Tracce
Lato A
- Domos de pedra
- A fora de sa janna
- Su entu e Orune
- Su lepere a carru
- Frores de mendula

Lato B
- Osposidda
- Nos sarvet deus
- Ses tue
- Anzones de murva